# Kenny Walker
Pour les articles homonymes, voir Walker.
Kenneth « Sky » Walker (né le 18 août 1964 à Roberta, Géorgie) est un joueur professionnel de basket-ball de NBA.

## Carrière universitaire

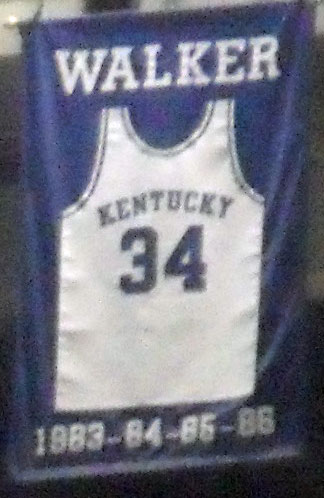
Le maillot retiré des Wildcats.

Après avoir été nommé "Mr. Basketball" de l'État de Géorgie en 1982, Walker décida d'évoluer à l'Université du Kentucky. Walker eut une carrière universitaire très réussie, étant nommé dans l'équipe de la Southeastern Conference à quatre reprises et dans la All-American team à deux reprises. L'équipe de Kentucky de 1984 arriva au Final Four NCAA avant de s'incliner face à Hoyas de Georgetown.

## Carrière professionnelle
Walker fut sélectionné au 5e rang de la Draft 1986 de la NBA par les Knicks de New York. Walker joua pour cinq entraîneurs en cinq ans pour les Knicks. En 1989, Walker remporta le Slam Dunk Contest. Cependant, sa réussite sur le parquet déclina et des blessures aux genoux le forcèrent à quitter la NBA et à rejoindre la ligue espagnole.
Walker retourna en NBA en 1993 pour jouer deux saisons avec les Bullets de Washington en tant que joueur de complément. Il joua une saison en 1998 au Japon avant de prendre sa retraite du monde professionnel.
Il commente désormais les matches de l'équipe de Kentucky.